# Léa Castel
Pour les articles homonymes, voir Castello et Castel.
Léa Folli Castello, dite Léa Castel ou simplement Léa, née le 1er décembre 1988 à Marseille (Provence-Alpes-Côte d'Azur), est une auteure-compositrice-interprète et musicienne française.

## Carrière

### Débuts (2005 – 2007)
Le rappeur Soprano l’enrôle dans sa structure Street skillz. Elle travaille avec 3e Œil, L'Algérino, Mino, Le Rat Luciano de la Fonky Family, Black Marché… et place une composition dans l’album solo disque d’or de Soprano, Puisqu’il faut vivre (2008).
Elle enchaîne les duos avec L'Algérino ou Boss One. Dernière Chance sera le premier single de son futur album. En 2005, Soprano pose sur ce titre qui apparaîtra par la suite sur la compilation Block Life 4. En 2006, le rappeur propose à Léa Castel de signer sur son label Street Skillz, elle commence alors à travailler sur son futur album.
Elle participe à l’émission Popstars en 2007. Elle terminera finaliste. Elle déclare lors d'une émission radio sur Skyrock que son pseudonyme « Castel » vient du nom de son grand-père « M. Castello », décédé, qui a ensuite été raccourci par un de ses conseillers qui trouvait que ce nom faisait trop « mafieux ».

### Premier album et collaborations (2008 – 2013)
En avril 2008, sort alors son premier album studio, Pressée de vivre. L'album est certifié disque de platine avec 200 000 albums vendus. Le 16 mars 2008, elle fait la première partie de Chris Brown au Zénith de Paris afin de présenter son album. Le 19 juin 2008, elle donne un concert complet à La Cigale de Paris. Le 4 octobre 2008, elle participe à Urban Peace 2 aux côtés de Booba, Zaho, Sheryfa Luna, Sinik, Sefyu et d'autres artistes.
En 2010, à l'occasion de la sortie mondiale du film Camp Rock 2, Léa Castel est choisie par Disney afin d'interpréter la bande originale du film, N'abandonne pas, version française de Can't Back Down. En 2012, elle fait un featuring avec le rappeur Zifou On donne ça, puis un featuring avec Jean-Roch intitulé Tell Me Why pour son album Music Saved My Life. Elle apparait lors du planète rap de Zifou en octobre 2012 sur Skyrock pour la sortie de son album intitulé Zifou de dingue.

### Projets de nouvel album abandonnés et divers singles (2015 – 2020)
Après un projet d’album intitulé Coup de folie abandonné, Léa Castel annonce, en mars 2016, son grand retour huit ans après son premier opus. 
Le single Abîmée, aux sonorités pop sort le 8 avril, l'album, lui est prévu pour le courant 2017.
Dans le courant de l'année, elle participe à la bande son du film Pattaya avec le titre À cause de toi. Surfant sur le succès du film, elle décide de sortir le titre en deuxième single le 29 juillet 2016 dans une version complète et qui figurera sûrement sur l'album.
Elle réalise une seconde version de son single Abîmée en duo avec le chanteur Slimane.
Fin avril 2017, elle dévoile un second single, Amazone, dont la sortie officielle est le 5 mai 2017.
Cependant encore une fois son second album est annulé. 
En novembre 2018 on peut la retrouver au côté de Gringe sur le Titre "Scanner" de l'album solo de Gringe "Enfant Lune".
Elle fait également une apparition dans la vidéo Rap vs Réalité 2 de Mister V.

### Le come-back avecRoue libre(depuis 2021)
En janvier 2021, elle fait son grand retour annonçant enfin son deuxième album, 13 ans après le premier, avec un nouveau single Amour à la haine. S'ensuit un deuxième extrait, Pas tout compris en duo avec Gringe, le mois suivant.
Elle sort son deuxième album Roue libre en septembre 2021, contenant aussi les singles Lovely avec Jul et Résister avec Jenifer.
En 2022, elle chante avec le rappeur FIVE dans la chanson « Ma place ».

## Discographie

### Albums studio
- 2008 : Pressée de vivre
- 2021 : Roue libre

### Singles
| Titre                                                               | Année | Meilleure position | Meilleure position | Meilleure position | Album                          |
| Titre                                                               | Année | BE-W               | FRA                | SUI                | Album                          |
| ------------------------------------------------------------------- | ----- | ------------------ | ------------------ | ------------------ | ------------------------------ |
| Dernière Chance (featuring Soprano)                                 | 2008  | 36                 | 03                 | 66                 | Pressée de vivre               |
| Pressée de vivre                                                    | 2008  | —                  | 17                 | —                  | Pressée de vivre               |
| N'abandonne pas                                                     | 2010  | —                  | 42                 | —                  | Bande originale de Camp Rock 2 |
| Un respect mutuel (featuring M. Pokora & Leslie & Vitaa & Singuila) | 2011  |                    | 290                |                    | –                              |
| Larguer les amarres                                                 | 2012  | —                  | 17                 | —                  | Coup de folie                  |
| On donne ça (featuring Zifou)                                       |       |                    | 167                |                    | –                              |
| Garde à vue                                                         | 2013  | —                  | 61                 | —                  | Coup de folie                  |
| Abîmée                                                              | 2016  | —                  | 14                 | —                  | –                              |
| À cause de toi                                                      | 2016  |                    | 36                 |                    | –                              |
| Abimée (featuring Slimane)                                          | 2017  | 20                 | 36                 |                    | –                              |
| Amazone                                                             | 2017  |                    |                    |                    | –                              |
| Amour à la haine                                                    | 2021  |                    |                    |                    | Roue libre                     |
| Pas tout compris (featuring Gringe)                                 | 2021  |                    |                    |                    | Roue libre                     |
| Lovely (featuring Jul)                                              | 2021  |                    |                    |                    | Roue libre                     |
| Résister (featuring Jenifer)                                        | 2021  |                    |                    |                    | Roue libre                     |
| « — » indique que le single n'est pas sorti ou classé dans le pays. |       |                    |                    |                    |                                |

### Singles en collaboration
| Titre                                                               | Année | Meilleure position | Meilleure position | Meilleure position | Album          |
| Titre                                                               | Année | BE-W               | FRA                | SUI                | Album          |
| ------------------------------------------------------------------- | ----- | ------------------ | ------------------ | ------------------ | -------------- |
| On donne ça (Zifou featuring Léa Castel)                            | 2012  | —                  | 23                 | —                  | Zifou 2 dingue |
| Pour des love me (Featuring Assassin)                               | 2015  |                    |                    |                    | TPMZ           |
| Celui qui te manquait ( En duo avec Samuel )                        | 2023  |                    |                    |                    | -              |
| « — » indique que le single n'est pas sorti ou classé dans le pays. |       |                    |                    |                    |                |

### Autres apparitions
- 2007 : La Famille (Soprano featuring Léa Castel), Puisqu'il faut vivre
- 2007 : Maria (Mino featuring Léa Castel), Il était une fois...
- 2007 : L'Enfant de Marseille (l'Algérino featuring Léa Castel), Mentalité pirate
- 2008 : Amour impossible Feat. Black Marché (Fais 13 attention)
- 2008 : Il avait les mots (Remix) (Sheryfa Luna featuring Léa Castel), Sheryfa Luna
- 2009 : Divorce (Black Marché featuring Béné et Léa Castel), French connection
- 2009 : Halla Halla (Soprano)
- 2009 : De passage (AP featuring Léa Castel), Discret
- 2010 : Un respect mutuel (Léa Castel, M. Pokora, Leslie, Vitaa et Singuila)
- 2011 : Só tu e eu (David Carreira featuring Léa Castel), N. 1
- 2011 : Poussière d'étoile (l'Algérino featuring Léa Castel)
- 2012 : Tell Me Why (Jean Roch featuring Léa Castel), Music Saved my Life
- 2012 : Les Amis (Lacrim featuring Léa Castel), Toujours le même
- 2012 : A chacune de mes prières (Ayna featuring Léa Castel), Entrée en scène
- 2012 : Bienvenue dans ma life
- 2013 : Ciao Bonne Vie (Sofiane featuring Léa Castel), BLACKLIST 2
- 2013 : Juste une larme (Sofiane featuring Léa Castel), BLACKLIST 2
- 2014 : Participe au projet (Unissons nos voix), UNISSONS NOS VOIX
- 2015 : Pour des love me, Compil Touche pas à ma zik (TPMZ)
- 2016 : À cause de toi (Pattaya)
- 2018 : Scanner (Gringe)
- 2019 : Rap vs Réalité 2 (youtube, Mister V)
- 2022 : Le temps (Kemmler featuring Léa Castel), &MOI

### Clips vidéo
- 2008 : Dernière Chance (featuring Soprano)
- 2008 : Pressée de vivre
- 2010 : N'abandonne pas
- 2012 : Larguer Les Amarres
- 2012 : On donne ça (featuring Zifou)
- 2013 : Garde à vue (featuring Ladea)
- 2013 : Ciao Bonne Vie (featuring Sofiane)
- 2016 : Abimée
- 2016 : Abîmée (Version Guitare/Live)
- 2016 : À cause de toi
- 2017 : Abimée (featuring Slimane)
- 2017 : Amazone
- 2021 : Amour à la haine
- 2021 : Pas tout compris (featuring Gringe)
- 2022 : Le temps (Kemmler featuring Léa Castel)

## Apparitions télévisées
Elle est invitée sur le plateau La Méthode Cauet en 2008 et participe à Fort Boyard en 2009. Elle apparaît dans le concours Camp Rock, un programme Disney Channel diffusé en août 2010. Elle est invitée sur le plateau de la version tunisienne de Star Academy, diffusée en juin 2011, puis sur le plateau de Le Mag, une émission NRJ 12, en octobre 2012. Elle est ensuite successivement invitée chez Cauet pour l'émission Bienvenue chez Cauet, diffusée en novembre 2012 ; avec Zifou chez France Ô pour interpréter On donne ça ; pour l’émission Dance Street le 8 décembre 2012 ; pour le Téléthon 2012 le 8 décembre 2012. Le 18 mai 2017, elle est invitée sur le plateau de Touche pas à mon poste avec Slimane.

## Engagement citoyen
Léa Castel s'engage à chanter et faire des dons pour l'association Meghanora, la seule association en Europe contre les tumeurs rénales de l'enfant. Elle participe au concert caritatif au bénéfice de l'association Les Petits Anges de la vie, au VIP Room de Jean-Roch, à Paris le 11 juin 2012. Elle participe au Téléthon en décembre 2012. Elle participe à un clip en mars 2013 pour la journée de la femme Elle prend un coup, Je prends un coup, association de défense des femmes battues. Elle participe au projet Unissons nos voix en 2014, contre la violence envers les femmes.

## Egérie/Mannequin
En 2008, Léa devient la nouvelle égérie de la marque Red by Marc Ecko.
Le 10 juin 2015, elle fut la marraine du gala Creamode & Design fashion show qui se déroula à l'espace Galine de Villeurbanne.

## Distinctions
- Luchon Festival 2025 : meilleure musique originale pour Elles deux[5]